# Episodi di Les Mystères de l'amour (diciannovesima stagione)
La diciannovesima stagione della serie televisiva Les Mystères de l'amour è andata in onda in Francia dal 10 novembre 2018 al 17 marzo 2019 sul canale Telemontecarlo.
In Italia è inedita.
| nº | Titolo originale           | Titolo italiano | Prima TV Francia | Prima TV Italia |
| -- | -------------------------- | --------------- | ---------------- | --------------- |
| 1  | Menace oubliée             |                 | 10 novembre 2018 |                 |
| 2  | Jalousie                   |                 | 11 novembre 2018 |                 |
| 3  | Tendre aveu                |                 | 17 novembre 2018 |                 |
| 4  | Prise au piège             |                 | 18 novembre 2018 |                 |
| 5  | Amour brûlant              |                 | 24 novembre 2018 |                 |
| 6  | Foudroyante nouvelle       |                 | 25 novembre 2018 |                 |
| 7  | Sombres projets            |                 | 1 dicembre 2018  |                 |
| 8  | Confidences et jalousies   |                 | 2 dicembre 2018  |                 |
| 9  | Radio poursuite            |                 | 8 dicembre 2018  |                 |
| 10 | Pièges et embuscades       |                 | 9 dicembre 2018  |                 |
| 11 | Double méprise             |                 | 15 dicembre 2018 |                 |
| 12 | Changement de propriétaire |                 | 16 dicembre 2018 |                 |
| 13 | À plein gaz                |                 | 13 gennaio 2019  |                 |
| 14 | Rencontre du deuxième type |                 | 27 gennaio 2019  |                 |
| 15 | Épiée                      |                 | 3 febbraio 2019  |                 |
| 16 | Photos volées              |                 | 10 febbraio 2019 |                 |
| 17 | Exécution                  |                 | 16 febbraio 2019 |                 |
| 18 | Passion perverse           |                 | 17 febbraio 2019 |                 |
| 19 | Dangers dans la nuit       |                 | 23 febbraio 2019 |                 |
| 20 | Chantage fatal             |                 | 24 febbraio 2019 |                 |
| 21 | Wonder Fanny               |                 | 2 marzo 2019     |                 |
| 22 | Dossier fatal              |                 | 3 marzo 2019     |                 |
| 23 | Des sourires et des larmes |                 | 9 marzo 2019     |                 |
| 24 | Emprises et méprises       |                 | 10 marzo 2019    |                 |
| 25 | Multiples inquiétudes      |                 | 16 marzo 2019    |                 |
| 26 | Hésitations dangereuses    |                 | 17 marzo 2019    |                 |